# Ocydromus decorus decorus
Ocydromus decorus decorus é uma subespécie de insetos coleópteros pertencente à família Carabidae.
A autoridade científica da subespécie é Panzer, tendo sido descrita no ano de 1799.
Trata-se de uma subespécie presente no território português.